# 賀拔緯
贺拔纬（?—?），神武尖山（今山西朔州）人，敕勒族。西魏、北周时期将领。
贺拔纬是贺拔岳的儿子。伯父是贺拔允、贺拔胜。534年，贺拔岳被侯莫陈悦用计所杀，贺拔纬拜开府仪同三司。周武帝保定年间，录叙贺拔岳旧德，进爵霍国公。贺拔纬娶宇文泰之女。